# Oosthoekeindse polder
De Oosthoekeindse polder (ook Oosthoekeindsche Polder) is een polder ten zuiden van de oude kern van Bleiswijk, in de Nederlandse provincie Zuid-Holland. In het zuiden grenst de polder aan de Oosteindse polder, in het noorden aan de Klappolder. Vanaf 1778 werd begonnen met het droogmaken van deze gebieden. Het gebied valt onder Hoogheemraadschap van Schieland en de Krimpenerwaard.
Het poldergebied Bleiswijkse Droogmakerij telde diverse molengangen die het water naar de Rotte pompten.